# 宮廷の諍い女
『宮廷の諍い女』（きゅうてい の いさかいめ）は、中国のテレビドラマ。2011年末から2012年春にかけて放送された。原題は『甄嬛伝』（しんけいでん）、または『後宮・甄嬛伝』。

## 概要
原作は流瀲紫がネット上で発表した小説。原作は架空の世界が舞台だが、テレビドラマは清代を舞台としている。作者はこの原作について、清代の後宮を描いた2004年のテレビドラマ『紫禁城 華の嵐』の影響を受けて作成されたと述べた。恋愛描写よりも後宮内の苛烈な派閥争いに主軸を置いており、本作に登場した人心掌握術や言葉使いなどの様々な描写は、現代社会にも通用するその有効性や実用性の高さから、中華圏で「甄嬛学」と呼ばれる程の社会現象を引き起こした。 
日本語字幕翻訳は本多由枝。邦題は1991年の映画『美しき諍い女』よりインスパイアされたものである。漢族の人名のルビにはひらがなが、満族の人名のルビにはカタカナが使われている。 
2018年のテレビドラマ『如懿伝 〜紫禁城に散る宿命の王妃〜』は本作の続編として位置づけられており、本作の主人公が皇太后鈕祜禄氏として登場するが、一部の設定は本作と異なっている。また2021年3月には、時系列としては本作の前日譚にあたる、本作の皇太后烏雅氏を主人公としたドラマ『徳妃伝』の脚本が完成したと発表された。

## あらすじ
清康熙61 (1722)年、康熙帝の第四皇子・胤禛が、九子奪嫡と呼ばれる皇子間の暗闘を制し新皇帝(雍正帝)に即位した。そしてその後宮では、妃嬪の頂点である皇后と、大将軍の妹でもある皇帝の寵姫・華妃とが、それぞれ派閥を形成し暗闘を繰り広げ始めていた。
大理寺少卿の娘・甄嬛は、皇帝による「秀女」(清代に朝廷から後宮嬪妃候補として選出された未婚の女児、即ちお妃候補)選抜に参加し、自らの意に反して入選してしまう。同じく入選した幼馴染の沈眉荘、選抜の場で知り合った安陵容の二人と姉妹のように結束を深めた甄嬛は、彼女らと共に諍いから距離を置き、後宮の中に在っても平穏な暮らしをおくるつもりでいた。しかし思いがけず雍正帝の寵愛を受けたことから、甄嬛は様々な陰謀の渦中に立つこととなってしまう。
"三姉妹"へまず激しい敵意を向けたのは、後宮で最大の権勢を誇る華妃だった。それぞれ様々な嫌がらせを受ける姉妹たちへ、甄嬛は自身の能力を惜しみなく伝え、委縮することなく真っ向から華妃に立ち向かう。そして甄嬛はついに華妃を失脚させ華妃派を消滅へ追い込むことに成功する。
華妃派の消滅後、皇后は甄嬛が次の華妃となることを恐れ、彼女の弱体化をもくろむ。皇后派の攻撃に身も心も疲れ果てた甄嬛は、京郊の甘露寺で修行をすることに決めるが、彼女はそこで雍正帝の弟である果郡王・允礼と相愛の仲となり妊娠する。しかし遠征した允礼の死亡の噂をきいた甄嬛は、出産と皇后派への復讐に向けて後宮への帰還を決断。そして数々の困難を克服して皇后をも失脚させ、後宮の実質的なトップに上り詰める。
ところが今度は雍正帝が甄嬛と允礼との関係に疑念をもちはじめ、潔白を証明するよう甄嬛に迫る。さらに雍正帝はジュンガルとの戦を止めるため、すでに子まで産んでいる甄嬛をジュンガルのハーンに贈ろうとする。こうした雍正帝の追いこみは、やがてむごい形で甄嬛と允礼とを引き裂く結果となる。
やがて病に倒れ床についた雍正帝へ、甄嬛は『毎回陛下と接触している時、吐きそうなぐらいの気持ち悪さしか感じない』と告げ、さらにとどめを刺す形である真実をほのめかし、雍正帝を憤死に追いやる。
彼女は最終的にその人生で出会った全ての女・男・貴族・官僚そして皇帝でさえも超え、新皇帝 (乾隆帝) の母として実質的な清国の頂点である聖母皇太后と呼ばれる地位を手にし、半生をかけた暗闘に幕を下ろす。

## 清国の後宮ランク
1. 皇后　（正室、定員一人、必須）
2. 皇貴妃（側室、定員一人、必須ではない）
3. 貴妃　（側室、定員二人、必須ではない）
4. 妃　　（側室、定員四人、最低一人必須）
5. 嬪　　（側室、定員六人、必須ではない）
6. 貴人　（側室、定員無し）
7. 常在　（側室、定員無し）
8. 答応　（側室、定員無し）
9. 官女子（側室候補、定員無し、女官身分だが夜伽が許される）

## 登場人物

### 雍正帝の後宮

#### 主演
甄嬛
演 - 孫儷(スン・リー)、声 - 季冠霖
＜居住宮殿＞
碎玉軒→甘露寺（出宮・在家出家）→凌雲峰禅庵（出宮・在家出家）→永壽宮（後宮に帰還後）→壽康宮（乾隆即位後）
＜封号＞
莞常在→莞貴人→莞嬪→（莞妃）→莞嬪→廃妃→莫愁（出家法号）→熹妃→熹貴妃→聖母皇太后
＜出自＞
漢軍下五旗・正藍旗。父は大理寺少卿・甄遠道。熹妃として後宮に戻る際に鈕祜禄（ニオフル）氏（満族八大姓の一つ、満軍上三旗・鑲黄旗）を賜姓される。
＜子女＞
実子：朧月公主（父は雍正帝、敬妃に扶託）、第六皇子・弘曕、霊犀公主（父は果郡王）
養子：第四皇子・弘暦（実母は宮女、のちの乾隆帝）、静和公主（沈眉荘と温実初の子）
主人公。天性の大胆不敵さと天才的な人心掌握術の持ち主。正義感と知恵とを持ち合わせる能弁家であり、その行動と弁舌を駆使して、敵対する人間を徹底的に排除していく。
17歳で入宮。莞の封号は故・純元皇后の愛称である"菀菀"に由来する。容姿、性格が純元皇后と似ていたために皇帝から寵愛を受け、皇帝からは"嬛嬛"と呼ばれる。当初は後宮の残酷な争いに衝撃を受け引きこもっていたが、ひとたび皇帝に認識されてからは破格の待遇を受け、侍寝前に貴人に昇格する。その後第一子を妊娠するも華妃の虐待をきっかけに流産。華妃の死後に再び懐妊する。
妃冊封儀式の際、皇后の策略により純元皇后の衣装を着てしまったことで皇帝の怒りを買い、昇格を白紙にされ禁足させられる。この一件で、皇帝が自分を純元皇后の代わりとしか見ていないことに失望し、朧月公主を出産後に公主を敬妃へ扶託して甘露寺へ出家、廃妃とされる。
出家先にも皇后の手が及んでおり、痛めつけられた上に山奥の庵に追い出される。庵で果郡王と結ばれ妊娠するが、前後して果郡王が死去の報を聞かされる。さらに眉荘から父の重病を知らされた甄嬛は、子と家族を守り果郡王の報復を行うため、宮廷に戻る決意をする。皇帝が自分を忘れずにいる事を利用し来訪を誘導、腹の子を来訪の際に懐妊した皇帝の子と偽る。
その結果、鈕祜禄甄嬛と名を改め、年齢を22歳から32歳へと10歳足されて、第四皇子・弘暦の母として後宮に戻る。やがて双子を出産し貴妃に封じられ、再び皇帝の寵愛を得て、皇后と水面下で争いを繰り広げる。
皇后側の祺貴人から温医師との密通を訴えられ、"後宮裁判"となる。窮地に陥るも機転を利かせて逆に祺貴人を冷宮へ追いやるが、雍正帝に弘曕の父親についての疑いを芽生えさせることにもなった。
四度目の懐妊は不安定なものだったが、これを利用して皇后を謹慎処分に追い込み、後宮の第一人者となる。
平穏な時を得たのもつかの間、かつて果郡王と山奥で助けたジュンガル部の新ハーンが、停戦の条件に甄嬛の輿入れを要求し、雍正帝の疑心が再燃する。果郡王の対応で皇帝は二人の仲を問いただすに至る。続く果郡王の出兵で疑惑を深めた皇帝は、三年後、果親王の処分を実行。
皇帝への復讐を心に秘め、志を同じくする寧嬪が薬物を使用するのを黙認、皇帝を衰弱させる。ついに病に倒れた皇帝が弘曕の血液を再度調べさせた事を聞き、今しかないと決意、寧嬪と連携して皇帝を死に追いやる。
養子とした弘暦が乾隆帝として即位したことで、皇帝の母に贈られる聖母皇太后の称号を得る。
舞が得意。猫が苦手。
沈眉荘
演・声 - 斕曦(ラン・シー)
＜居住宮殿＞
咸福宮（常熙堂→存菊堂）→碎玉軒
＜封号＞
沈貴人→恵貴人→沈答応→恵貴人→恵嬪→恵妃→恵儀貴妃（追封）
＜出自＞
漢軍上三旗
＜子女＞
静和公主（実父は温実初、甄嬛の養子となる）
甄嬛が姉のように慕う生涯の親友。
甄嬛の幼馴染であり、同じ選秀で選ばれ入宮。同時期に入宮した6人の内一番早く皇帝の寵愛を受ける。またその温和な性格から、将来の後宮をまとめることを期待される。
華妃に嫉妬され、様々な嫌がらせを受けた末に皇帝の怒りを買うよう仕向けられ、答応へ降格させられてしまう。
この経験から、後宮に生きる上での冷酷さを持ち合わせるようになる。後に貴人へと復位するが、皇帝への不信感から仲は冷え切り、物語の中後半期までほぼ皇帝と接触がなくなる。一方で病気の太后のもとに通い世話をするとともに、太后の助けを借りながら甄嬛を助ける。唯一頻繁に顔を合わせる温実初に恋心を抱く。太后が皇帝との関係修復を助けようと差し入れた「媚薬入りの酒」を独り飲み、その介抱に来た温にも飲ませ結ばれ妊娠。すぐに皇帝とも機会をもうけ、妊娠したのは皇帝との子だと偽装する。
甄嬛の双子が雍正帝の子ではないとする事件が発生した際に、温太医が自宮をはかったことを安の企みで聞かされ、ショックのあまり気を失いそのまま破水。甄嬛に『皇后と陵容に気をつけるように』と言い遺し、靜和公主を産んで死去した。
琴が得意。菊花や、碧螺春という茶を好む。
安陵容
演 - 陶昕然(タオ・シンラン)、声 - 林蘭
＜居住宮殿＞
延禧宮
＜封号＞
安答応→安常在→安貴人→安嬪→鸝妃→監禁の後、自害
＜出自＞
父親は地方官（県の次官。のちに地府（長官）へ昇格）だが、もとは香料を扱う商人。
＜子女＞
なし（流産1回）
甄嬛の妹分から、皇后派へ。
控えめでおとなしく、後宮の中では低い家柄の生まれであるため、入宮当初から甄嬛や眉荘に気遣われることが多かった。妹分として二人と接する一方、彼女らの絆の深さに疎外感をおぼえ、甄嬛のためでもあると余氏の処刑を独断で宦官に勧めた一件で、かえって彼女らに冷酷さを見せつけてしまう。その後も、甄嬛からの贈り物に対し見下されていると思い込むなどの屈折したプライドの高さや、保身に走る一面が原因で、徐々に彼女らと疎遠になっていく。
当初は皇帝の目に止まらず、初めての侍寝には失敗した。後にその美声を駆使して皇帝の寵愛を得るも、華妃からは甄嬛と親しいことから敵視され、皇帝と過ごす華妃に妓女扱いで歌での奉仕を強要される。屈辱のあまり、その際に褒美として与えられた装飾品を使って華妃を呪詛するが、このことが皇后に見つかり、弱みを握られる事になる。重ねて父が県令の汚職連座で投獄された際、皇后の口添えで父が助かったと考えたため、皇后の一派となる事を決心。特技の香料調合を用いて、皇后の陰謀の実行・幇助役を務め、表面上は姉妹のように付き合いを続けている甄嬛らに対しても、様々な策を弄する。
密かに媚薬を用いるという、後宮では禁止されている方法で皇帝の寵愛を得続けるが、皇后によって伽の翌朝には必ず避妊薬を服用させられていたため、子はいない。父親の公金横領が発覚した際、皇后の策を受けて懐妊を促す薬を服用し妊娠するが、甄嬛のもくろみで皇帝の夜伽を受け入れざるを得ない事態になり流産。また端皇貴妃の調べで、皇帝に対し媚薬を用いた事が発覚。さらに、かつて甄嬛が流産したことに関する裏切りまで皇帝に知られてしまう。媚薬の件については流産への同情から穏便だった皇帝も、甄嬛への裏切りに関してはその腹黒さに激怒し、奉仕人無しでの宮への監禁を命じた。その後、宮を訪れた甄嬛に今までの自分の経緯を話した後、杏仁を大量に摂取し、『皇后、皇后殺皇后（皇后が皇后を殺す）』という謎の一言を遺して自害する。
歌のほか、刺繍が得意。

#### 華妃派
年世蘭（華妃）
演・声 - 蔣欣(ジャン・シン)
＜居住宮殿＞
翊坤宮
＜封号＞
華妃→年嬪（未貶成）→華妃→華貴妃→年妃（貴妃から降格、一時封号剥奪）→華妃→年答応→冷宮送りの後死罪→敦粛貴妃（追封）→敦粛皇貴妃（再追封）
＜出自＞
漢軍上三旗・鑲黄旗。大将軍・年羹堯の妹。
＜子女＞
なし（流産1回）
清国の軍事力を一手に握る兄を後ろ盾とし、皇帝にさえ恐れられている。
雍正帝から最大の寵愛を受ける後宮の実質的権力者。太監の周寧海を用いて邪魔する者を次々と迫害していくなど、寵愛を得るために手段を選ばない。
兄である年羹堯の兵力を警戒する雍正帝と皇太后により、懐妊しないように工作されているが、不妊の原因を本人は知らない。過去の流産も同様の理由だが、華妃は親友だった端妃によるものだと思い込んでいる。
豪奢を好み万事に派手。倹約令の出た後宮で、資金調達のため、兄への口利きと引き換えに大金を得るという収賄を行う。
皇帝と皇后の不在中、妊娠中の甄嬛に"流産しない程度の刑罰"を与えたつもりだったが流産を引き起こしたため、一時封号を剥奪・降格させられる。まもなく復活するが、兄の失脚後に甄嬛の策略によって曹貴人の口からすべての悪事が告発され、さらに首領太監周寧海が慎刑司での拷問の末にこれまでの悪行の数々を告発したことにより、答応に降格させられる。
甄嬛に復讐するためその宮殿に放火を図るも、逆にそれを利用した甄嬛と眉荘により大火事になり重罪に問われ、冷宮に送られて皇后から自死を命じられる。最期まで皇帝の愛情を信じていたが、冷宮を訪ねた甄嬛から『年一族ゆえに寵愛を示し利用しながらも妊娠を許さなかった』事実を知らされ、悲しみのあまり泣き叫びながら部屋の壁に自ら頭をぶつけて死亡する。
曹琴黙（曹貴人）
演・声 - 陳思斯
＜居住宮殿＞
景陽宮
＜封号＞
曹貴人→襄嬪→毒殺
＜子女＞
温宜公主（母の死後、端妃の養女となる）
華妃派の智将。
前半では華妃派の頭脳として、その献策により華妃を支える。
甄嬛が華妃の虐待で流産した後、最大の寵愛を得る甄嬛に脅され、彼女への忠誠を誓う。年羹堯失脚後は華妃の悪事のすべてを告発し、死に追いやる直接の原因となる。その功績を評価され嬪に昇格する。
後に、華妃の処遇をどうすべきか尋ねられた際に殺すべきと述べ、皇帝と太后にその冷徹さを警戒されて、密かに少しずつ毒を盛られて殺される。
喬頌芝（芝答応）
演・声 - 劉釔彤
＜居住宮殿＞
翊坤宮
＜封号＞
華妃宮女→芝答応→年答応宮女
華妃にどこまでも忠実。
華妃に長く仕える侍女。年羹堯が失脚していく過程で、兄を擁護する華妃の駒として皇帝の寵愛を得、答応になるが、華妃に当たり散らされてもそれまで通り仕えたいと申し出る忠義者。彼女が降格した際に官女に戻り、答応となった彼女の身辺に仕え続けた。
麗嬪
演 - 李佳璇、声 - 馬海燕
＜居住宮殿＞
啓祥宮
＜封号＞
麗嬪→冷宮送り
＜子女＞
なし（流産歴不明）
愚鈍。
余答応に指示を出し甄嬛を毒殺しようとするが、余が処刑され、その黒幕を引きずり出そうとする甄嬛の策略にはまり冷宮送りとなる。
後に冷宮で発狂し、ボロボロの姿で割れた鏡をのぞき込みうっとりする様子が描かれる。
余鶯児（余答応）
演 - 崔漫莉、声 - 張凱
＜居住宮殿＞
春禧殿
＜封号＞
倚梅園宮女→官女子→余答応→余官女子→処刑
甄嬛になりすまして皇帝を騙す。
甄嬛と雍正帝との雪の大晦日・紅梅園での出会いを目撃し、雍正帝が甄嬛の姿を直接は目撃していなかったことから、”紅梅園の女子”になりすまして一時寵愛を得る。
その後、甄嬛に対して傲慢な態度を取っていたところを皇帝に咎められ官女子に降格。
甄嬛を逆恨みし、華妃の手下として甄嬛に薬物を盛るが、発覚。
さらに、甄嬛が素知らぬふりで紅梅園の話をし、なりすましたことが皇帝に露見して自死を命じられる。自死の命を拒み続け、最期は陵容にそそのかされた小厦子に絞殺された。
歌を得意とし、寵愛を受けていた一時、『妙音娘子』の号を与えられる。

#### 皇后派
烏拉那拉宜修（皇后）
演 - 蔡少芬(エイダ・チョイ)、声 - 張艾
＜居住宮殿＞
景仁宮
＜封号＞
皇后→事実上の離別を言い渡された後、終生景仁宮に監禁→死去
＜出自＞
満族八大姓の一つ・烏拉那拉氏。故・純元皇后の庶妹。
＜子女＞
実子：第一皇子（夭折）
養子：第三皇子・弘時（実母は斉妃）
雍正帝の子供を殺し尽くした謀略家。
表向きは理解ある公正な後宮の主として振舞う一方で、裏では自分の地位を守るために手段を選ばない。
息子が夭折した際、姉（純元皇后）を寵愛していた皇帝から見向きもされなかったことに嫉妬し、妊娠した姉を殺害に追い込んだが、皇帝には知られていない。庶出である事にコンプレックスを抱いている。
華妃の死後は後宮で圧倒的な権力を保持する。第三皇子の生母である斉妃を自死に追い込み、自らが第三皇子の母となり皇太后の位置を狙うも、第四皇子の方が英明な事を知り毒殺しようとするが失敗。
甄嬛が後宮に戻ってからは彼女との争いを激化させ、祺貴人を使って"後宮裁判"を引き起こすが失敗し、その後懐妊した甄嬛の策にはまり危害を加えたとされ謹慎処分を受ける。たまりかねた侍女の剪秋が太監の江福海と共謀し、独断で甄嬛と第六皇子の毒殺を謀るが、その取り調べ中に過去の悪事（妃嬪が産んだ皇子たちの殺害等）がすべて明るみに出る。
特に純元皇后の毒殺に激怒した皇帝により廃后および冷宮送りにされそうになるが、竹息（後述）が持参した太后の遺書と純元皇后の遺言により廃后は免れる。ただし自身がこれまでに賜った宝印・宝冊を没収された上、『朕と皇后は死んでも見（まみ）えぬ』と事実上の離別を言い渡された。
物語終盤、病に倒れた皇帝の『お見舞いに訪れたい』と要望するも、それすら拒絶された。皇帝の崩御後、泣き暮らしていたことから目を患っている事が明らかになる。
乾隆帝の即位式の直後、皇太后となった甄嬛から『貴女は妃嬪の墓に入れる・名前は記録（歴史書）に残さない』と告げられ、彼女が帰った後『滑稽だわ！』と号泣。翌日、目を開けたままで死んでいるのが発見される。
書をよくする。仏への信仰のためとして、香料を避け、果物や花を飾って居所を香らせている。
瓜爾佳文鴛（祺貴人）
演 - 唐芸昕(タン・イーシン)、声 - 閻萌萌
＜居住宮殿＞
碎玉軒→儲秀宮→交蘆館
＜封号＞
祺貴人→祺嬪→祺貴人→冷宮送り→庶人→撲殺
＜出自＞
満軍上三旗・鑲黄旗。満族八大姓の一つ・瓜爾佳氏。
＜子女＞
なし（流産歴もなし）
気が強く嗜虐的。
父は年羹堯排斥に功績があった瓜爾佳鄂敏。年羹堯排斥後、功臣の娘として入宮する。当初は甄嬛にすり寄るが、実際は父親と連携して甄遠道と甄嬛の父子双方を追い落とそうとしていた。甄遠道が鄂敏に陥れられ罪人となって以降は、あからさまに皇后派として甄嬛と敵対する。
皇后から送られた赤瑪瑙の首飾りを自慢として愛用しているが、実は麝香の練り物で避妊効果がある。本人は最後まで気が付かなかった。
使用人への暴力的な面を皇帝に目撃され、『主位に値せず』と貴人に降格、謹慎となる。
謹慎を解かれ、皇后の指示を受けて"後宮裁判"を引き起こすも敗れ、冷宮に送られる。生家が失脚し、雨の中冷宮から脱走。皇后に助命を懇願しようとするが黙殺される。養心殿まで走り皇帝に家族の助命嘆願をするも聞き入れられることはなかったが、辛うじて命だけは奪われず、庶人とする決定を下された。直後、甄嬛への恨み言を見かねた蘇培盛の指示で宦官たちから蹴り殺されて死亡する。
斉妃
演・声 - 張雅萌(チャン・ヤーモン)
＜居住宮殿＞
長春宮
　＜封号＞
斉妃→自害
＜子女＞
第三皇子・弘時（皇后の養子となる）
身分は高いが皇后に何度も利用される。
視野が狭く愚か。一時寵愛を失った甄嬛を血がでるまで殴らせるなどするが、寵愛を回復した際にはすぐに謝罪に向かうなど、軽率な言動が目立つ。息子が皇帝になった際に太后になるという野望を抱くが、その考えを皇后に知られる。
皇后の意をくみ寧貴人を妊娠できない体にするが、このことが露見すると皇后に切り捨てられ、息子を巻き添えにしないため首を吊って自害する。
富察儀欣（富察貴人）
演 - 趙秦
＜居住宮殿＞
延禧宮
＜子女＞
なし（流産1回）
満軍旗出身。入宮当時は周りと距離を置き無関心を装っていたが、同時期に入宮した6人の内一番早く妊娠し、傲慢な態度を顕す。
皇后の策略により流産し、以後は寵愛を失った甄嬛を攻撃するが、再度寵愛を得た甄嬛に呂皇后の人豚の話を例えにあげて脅され、恐怖のあまり発狂。その後は物語に登場しない。

#### 甄嬛と親しい妃嬪
馮若昭（敬嬪）
演・声 - 楊鈁涵
＜居住宮殿＞
咸福宮
＜封号＞
敬嬪→敬妃→敬貴妃→敬貴太妃
＜子女＞
実子：なし
養子：朧月公主（実母は甄嬛）
臆病だが、娘のためなら何でもできる。
温厚で慎ましやかだが芯の強い女性。皇帝も一目置いている。子がなかったため、甄嬛が出家した際にその娘（朧月公主）を預かり、実の子のように育てる。甄嬛が後宮に帰還後、朧月がなつき離れないこともあって情が移り、皇后の策略で甄嬛と仲たがいさせられそうになるが、甄嬛に『華妃が突出しないよう、均衡を保つため妃の位を賜っていた。皇帝からの寵愛を受ける事も無く淋しかったが、朧月がいたおかげで幸せだった』と、寵愛されなかった淋しい日々と朧月への愛情を涙ながらに訴えた。
窮地を脱し更に寵愛を得た甄嬛により、罪を許された上で公主が成人するまでの教育も依頼され、甄嬛への忠誠を誓う。以後は甄嬛の片腕として貴妃に封じられ、共に後宮管理を任され、敵対する皇后を失脚へ追いやる手助けを行う。
斉月賓（端妃）
演 - 李宜娟、声 - 楊晨
＜居住宮殿＞
延慶殿
＜封号＞
端妃→皇貴妃→皇貴太妃
＜子女＞
実子：なし
養子：温宜公主（実母は曹貴人）
最古参の妃。
堕胎薬を飲ませたと華妃に勘違いされて恨まれ、虐待を受け続ける。
物語初期では病気療養中として表に出てこない。華妃への復讐に純元皇后に似た甄嬛を利用し、かつ擁護しながら、華妃を孤立させていく。華妃の死後は甄嬛派の一人として、彼女の窮地を数々救う。
華妃が死後に賜った諡号が"敦粛"であったことから、『皮肉な諡号ね』と生前の彼女の気性の激しさを振り返っていた。敬妃同様、子がなかったため、曹貴人の死後に温宜公主を自らの養子とする。
陵容の懐妊後、敬妃や他の妃嬪と共に昇格し側室第一位の皇貴妃となる。陵容の流産を不審に思ったことから彼女を調べさせ、その悪行を暴くこととなる。
皇帝が病に倒れた直後、連日看病していた。
皇帝の崩御後は皇貴太妃となるが、再び病がちになり、温宜公主に看病されている事が敬貴太妃から明かされた。
欣貴人
演 - 万美汐
＜居住宮殿＞
儲秀宮
＜封号＞
欣常在→欣貴人→欣嬪→欣太妃
＜子女＞
沈貴人のセリフによれば娘がいるらしい（流産1回）
祺貴人に攻撃され甄嬛を頼る。
甄嬛入宮時点で、皇帝からの寵愛はあるが流産直後の設定。後宮には珍しく、立場で態度を変えない人柄の持ち主。
甘露寺から後宮に戻った甄嬛へ祺貴人の横暴を訴えた以後、甄嬛に近しい一人として彼女を支える。甄嬛との策略で祺嬪を降格させ、入れ替わりに儲秀宮の主位となり、管理を任される事になった。
実家を通じて安嬪の父の不正を皇帝に訴える際にも、そのタイミングを甄嬛に相談していた。
最終回には宮中で余生を送る姿を見せる。盆栽を好む。
方淳意（淳常在）
演 - 譚松韻(タン・ソンユン)、声 - 張雪凌
＜居住宮殿＞
碎玉軒
＜封号＞
淳常在→淳貴人（死後の追封）
甄嬛の無邪気な妹分。
14歳で甄嬛とともに入宮。甄嬛と同じ宮殿に住み、彼女を姉のように慕う。
甘いものが好きで天真爛漫。17歳を迎えた冬に皇帝に侍寝し、昇位を控えていたが、華妃と年羹堯の部下との間の賄賂の話を聞いてしまい、周寧海により溺死させられる。没後、仕えていた宮女が『泳ぎの得意な小主が、溺死するはずがない』と甄嬛に訴えた。
葉瀾依（寧貴人）
演 - レイザ 、声 - 紀元
＜居住宮殿＞
春禧殿
＜封号＞
百駿園馴馬女→葉答応→寧貴人→寧嬪→自害
＜子女＞
なし
果郡王に思いを寄せ、果郡王が愛する甄嬛を助ける。
元は、朝貢された馬を円明園の馬場で調教する役目に就いていた。幼少の頃命を救ってくれた果郡王のことを一途に慕っている。
縛られる事を嫌う自由きままな性格。うわべだけの付き合いを嫌うため礼儀知らずと映り、他の妃嬪たちからは煙たがられている。
自身の宮では、鳥や猫を山ほど飼育している。
雍正帝に見初められ後宮入りするも、自分の意志を全く無視して後宮入りさせた皇帝を嫌っており、笑顔も見せない。そのため、皇帝からは『傲慢で冷淡』と言われていた。夜伽の際は自ら避妊薬を飲んで妊娠しないようにしており、さらに斉妃から届けられた汁物を(罠と勘付きつつ)あえて飲んで、妊娠できない体になった。
中秋の宴の際、中座した甄嬛と果郡王のやりとりを立ち聞きして嫉妬のあまり甄嬛を殺害しようとするが、果郡王が彼女に貴重な珊瑚の腕輪を贈っていたことに気づき、その愛の深さに引き下がる。
"後宮裁判"の際、窮地に立たされた甄嬛を救うため、玉嬈（後述）たちを手助けした。終盤、夏刈（後述）が第六皇子の血液を採取しているところを目撃。慌てて第六皇子と公主を保護し、甄嬛に報告。双子が果郡王の忘れ形見である事を知り、驚くと共に甄嬛への協力を誓う。
果郡王を第一に考えており、彼を死へと追いこんだ皇帝へ辰砂を含む『若返りの薬』を服用させる。
病に倒れた皇帝が血統に疑念を募らせ血滴子を使ったことで、第六皇子の命が危ないと判断、皇帝へ死に至る丹薬を飲ませる。新帝の即位後、殉死をよそおって自ら命を絶つ。

#### 中立派（派閥争いに無関係な妃嬪）
夏冬春（夏常在）
演 - 穎児(イン・アル)、声 - 喬詩語
＜居住宮殿＞
延禧宮
＜封号＞
夏常在→下半身不随→冷宮送り
後宮の血なまぐささを甄嬛らに知らしめる。
甄嬛とともに入宮した6人の一人。武家豪族の家柄を鼻にかけ、選秀前から傲慢な態度をとる。選秀女の際、彼女にお茶をかけてしまった陵容を執拗に虐待する。
入宮後は勢力関係を見誤り、華妃をないがしろにする態度を取る。初めての皇后への挨拶の後、華妃から『一丈紅を賜り』下半身不随になる。その後は冷宮に送られ、物語には登場しない。
采蘋（瑛貴人）
演 - 毛暁彤(マオ・シャオトン)
＜居住宮殿＞
長春宮
＜封号＞
果郡王府侍婢→瑛答応→瑛常在→瑛貴人→死罪
＜子女＞
なし（流産歴もなし）
後宮の闘争と無関係だが、無罪の状態で処刑された。
元は果郡王の侍女。寺で雪の中に放りだされたれた甄嬛一行を果郡王が救った際、清涼台で看病にあたった侍女の一人。身寄りはいない。
その時点から浣碧が容貌の美しさに嫉妬し不快に思っていた。後宮に戻ったあと、甄嬛の妹・玉嬈に目をつけた皇帝の注意を逸らすため、果郡王の側福晋になっていた浣碧によってこれ幸いと後宮に送り込まれる。
皇后が催した第三皇子の福晋選びのあと、気に入った伴侶を見いだせなかった彼に遭遇してしまい、思いを寄せられる。思い募った第三皇子が書いた恋文が見つかる。
皇后によって「第三王子を貶めるために、色目を使ってたぶらかした。果郡王が皇位を狙っての陰謀も考えられる。」と決めつけられ、無実を訴えるも、第三皇子の面子を守る皇帝によって死を賜る。
貞嬪
演 -  郭宣、声 - 唐小喜
＜居住宮殿＞
延禧宮
第56話から登場の嬪。康常在とともに寵愛を失った同じ皇后派の安陵容を虐待する。
後宮裁判の際には祺嬪に同調した発言をする。甄嬛の子供たちに関する無責任な噂を広めたとされ、減給処分とされる。
康常在
演 - 何亜男
＜居住宮殿＞
延禧宮
第56話から登場。皇后の配下。常に貞嬪と行動を共にする。
孫答応
演 -
＜居住宮殿＞
-
＜封号＞
孫答応→謹慎処分→死罪
物語終盤から登場の答応。離宮の部屋で皇帝と寛いでいた答応の内の一人と思われる。
皇帝が病に倒れた直後、侍衛との私通が発覚して謹慎処分となり、後に死罪を言い渡された。

### 清国の皇室
愛新覚羅胤禛（雍正帝）
演・声 - 陳建斌(チェン・ジェンビン)
早逝した純元皇后（先述）を深く愛しており、彼女によく似た甄嬛を見初め、寵愛する。だが妃に昇格する儀式で純元皇后の衣装を着た（皇后の策略に気付かなかった）甄嬛に怒り、禁足とする。その後、甄嬛とは疎遠になっていたが、果郡王が戦場で死亡した（後に生存が判明）事がきっかけで後宮に戻った甄嬛に熹妃の位を与え、再び寵愛する。
幼い頃、母后と隆科多（後述）が密会している所を目撃し、自身の血統に疑念を抱くと共に心に深い傷を負った。そのため不義には厳しく、厳罰も辞さない。物語後半、甄嬛と果郡王（後述）の関係を疑うようになり、夏刈（後述）に調べさせたうえで、甄嬛に対しむごい方法で潔白を示すよう迫る。果郡王の死をもって、いったん疑念は収まるが、その後、第六皇子が果郡王の遺児と遊ぶ様子を見、二人が酷似していたため疑念が再燃。
再び夏刈を使って第六皇子を調べ始めたことを悟った甄嬛たちが、果親王の血統を守ろうと行動したため、寧嬪による薬物と仕組まれた甄嬛の言による怒りとの複合で発作を起こし、死を早めることになる。最期は甄嬛のある言によって憤死した。

烏雅成璧（皇太后）
演 - 劉雪華、声 - 廖菁
皇帝の母。皇后とは同族で叔母。皇后のこれまでの所業を知っているが、一族の名誉の為に庇っている。
高齢のため病気がちで、眉荘がしばしば通って世話をしている。自身の命で嬪へ昇位させるほどに、眉荘の資質を高く買っており、彼女が積極的に皇帝へ仕えようとしないことをもどかしく思っている。甄嬛が出家していた期間には、眉荘にとりなされて自分の宮女・芳若を寺へ遣わせた。
かつて、皇帝の「叔父」（実は嫡母の弟）で長年の功臣・隆科多（後述）と密かに結婚の約束をしていた。選秀女の直前に隆科多から『皇帝（康熙帝）は青色がお嫌い』と言われ、青色の衣装を着て宮女選びに挑んだが、実は康熙帝は青色が好きだったため、妃嬪に選ばれてしまう。
しかし、いよいよ二人の仲を疑う皇帝に隆科多が粛清される事態になり、差し入れを装い幽閉された隆科多を密かに訪問、毒殺する事で口を封じ潔白を証明した。
毒殺されそうになった第四皇子・弘暦に助けを求められて自身の宮に匿い、犯人は皇后だと確信。『このままでは、子供たちが減る一方だ』と危機感を抱き、皇帝を呼び出す。この未遂事件で『第四皇子には母親が必要だ』と、甄嬛を呼び戻してその任に当てる事を示唆する。同時に殺人未遂の黒幕でもある皇后には、暗にやり過ぎぬよう釘を刺した。
"後宮裁判"からしばらくして、危篤状態となる。隆科多の件や皇弟たちへの非情な仕打ちを皇帝に対して恨みながら、この世を去った。
愛新覚羅允礼（果郡王）
演 - 李東学、声 - 趙岭
居住宮殿　- 清涼台
果郡王→果親王
皇帝の弟。先帝の十七男。先帝に最も寵愛された舒太妃の子。
笛や画を好む風流人。母が漢族であることも相まって、その点を『軟弱者』と揶揄されることもある。
初期から甄嬛が願掛けに使った切り絵を隠し持っていた。
甄嬛が甘露寺に出家した際に危機を救う。その後甄嬛と夫婦となる約束を交わし、結ばれる。その懐妊を知らないまま、川で船が沈没朝廷に死亡が伝わる。これを聞かされた甄嬛は悩んだ末に腹の子を皇帝の子だと偽って果郡王の血統を残す選択をする。しかし果親王は沈没の際にジュンガルに捕えられて生存していた。抜け出して甄嬛に再会した時には、すでに後宮入りは中止できない状況だったため、甄嬛と添うことは叶わなかった。
その後、皇帝による皇位簒奪への疑念と嫉妬の対象となり、甄嬛との間柄を疑われる。さらに切り絵が引き金になり、不本意な結婚をする（浣碧の項参照）。
最期は皇帝に追いこまれた甄嬛を庇う形で死去。甄嬛の子の父親が自分だとは知ることはなかった。
愛新覚羅允禧（慎貝勒）
演 - 康福震
慎貝勒→慎郡王
皇帝の弟。先帝の二十一男。皇宮に来たばかりの甄嬛の妹・玉嬈と思いを寄せ合い嫡福晋として迎える。
彼女との間には娘しか生まれておらず、允礼の遺児・元澈を養子に迎えることとなる。
愛新覚羅胤祺（恒親王）
演 - 王民
皇帝の弟。先帝の五男。皇帝との仲は良好でしばしば宴席に呼ばれている。
皇帝の崩御後、葬儀で貴妃が遺言を代読する事に不満を露わにし、允禧と言い争いになる。
舒太妃
演 - 劉岩
居住宮殿　- 安棲観（宮外）
舒太妃→冲静元師（出家法号）
允礼の母。先帝に最も寵愛されていたが、宮廷から出て出家している。甄嬛が出家して甘露寺に移った時に知り合う。甄嬛が皇帝から下賜された琴の"長相思"は、かつて彼女が先帝から下賜され出家する際に置いて行ったもので、これをきっかけに甄嬛と親しくなる。
息子の死（のちに生存が判明）を聞かされ、食事を取る事も出来なくなる。さらに甄嬛から『允礼の復讐のために皇宮に戻る』と聞きショックを受けるが、亡き息子の遺児を守るため、甄嬛の決意を受け入れる。
孟靜嫻
演 - 楊淇
居住宮殿　- 清涼台
果郡王側福晋、沛国公の娘、元澈の生母
允礼に思いを寄せており、父の希望もあって彼の側福晋となる。允礼との間に息子を授かる。
甄玉嬈
慎郡王嫡福晋
演・声 -  徐璐(シュー・ルー)
甄嬛の同母妹、浣碧の異母妹。性格は豪胆で率直。容姿も美しく、甄嬛以上に純元皇后に似ており、皇帝に妃嬪になるように求められる。しかし、当時後宮内で親しくなった允禧と思いを寄せ合っており、皇帝の申し出を断る。
その後正式に慎郡王嫡福晋として嫁ぐ。允礼の没後、孟氏が産んだ元澈を引き取り育てている。
烏拉那拉青桜
演 - 張妍
皇后の姪→第四皇子側福晋→嫻妃
はじめ第三皇子の福晋候補として皇后の推薦を受けるが、高飛車な性格や子供が嫌いなことで選ばれることがなかった。後に皇后の怒りに触れ、今度は第四皇子の側福晋候補に挙げられた。
第四皇子が乾隆帝として即位したことで妃となる。『如懿伝 〜紫禁城に散る宿命の王妃〜』の主人公。

### 雍正帝の皇子・公主たち
愛新覚羅弘時
　第三皇子→八皇弟の養子
斉妃の子、皇后の養子
生母の死後、皇后の養子となり勉強に励んでいるが、弟の弘暦と比べあまり賢くないことから皇后から心配されている。
皇后から皇后の姪である青桜との縁談を薦められるが、父帝の側室である瑛貴人に恋をしてしまい、恋文を渡そうとしていた事が発覚。その事が原因で瑛貴人は死罪を賜り、自身は長子という事で罪を免れたが、父帝からの評価が下がる事となった。
その後弘暦の言葉に乗せられ、父帝に不遜な八皇弟や十四皇弟を許すよう懇願。父帝の怒りを買って嫡出皇子の身分を剥奪され、『八皇弟の息子にする』と命じられてしまい、皇位継承から外されてしまう。
愛新覚羅弘暦（乾隆帝）
　第四皇子
宮人李金桂の子、甄嬛の養子
皇帝が親王時代に酔って手を付けた宮女の子。生母とは早くに死別している。
父帝からは疎んじられ、宮廷ではなく離宮である圓明園で淋しい生活を送る。避暑のため皇帝たちと圓明園にやって来た甄嬛と知り合う。
父帝に認められるため学問に励んでいたが、皇后に英明さを警戒されて殺されかけ、眉荘を通じ太后に助けを求める。
甄嬛の後宮帰還後、甄嬛の実子という扱いになり彼女に養育されることになるが、実際は彼女と7歳しか違わない。甄嬛を慕い、彼女を守り従うことを誓う。
甄嬛の子ということで父帝からも目をかけられるようになり、その才能を認められる。成人後、乾隆帝として即位。
愛新覚羅弘曕
　第六皇子
甄嬛の子
甄嬛が果郡王との間に儲けた、双子のうちの息子。腕白で機転が利く。
成長後は凝暉堂に住み、弘暦の即位後、皇太后となった甄嬛の『果親王の跡継ぎとなり』という提案を承諾。のちに親王の爵位を与えられる。
愛新覚羅綰綰（朧月公主）
甄嬛の長女
一時期、後宮を去った甄嬛に代わり敬妃に養育される。甄嬛の後宮帰還後も敬妃になつき離れないため、その後も敬妃の元で暮らしている。甄嬛の策略により、はからずも皇后失脚の立役者となる。
愛新覚羅良玉（温宜公主）
曹貴人の子、端妃の養女
母の死後、端妃の養女となる。
父帝の没後、再び病を患い寝たきりになった養母の端皇貴太妃を看病している事が敬貴太妃から明かされた。
愛新覚羅予潤（静和公主）
沈眉荘の子、甄嬛の養女
眉荘の死後、甄嬛の養女となる。
愛新覚羅韞歓（霊犀公主）
甄嬛の次女
甄嬛が果郡王との間に儲けた、双子のうちの娘。

### 侍女
崔槿汐
演 - 孫茜
甄嬛の侍女→蘇培盛夫人
甄嬛の入宮時から献身的に仕える掌事宮女。
その忠誠心と能力から、甄嬛の片腕的存在。亡き純元皇后に恩を感じており、容貌が似た甄嬛に忠誠を誓う。後に甄嬛が出家する際も付き従った。
甄嬛が後宮に戻る際、かつて太監の長である蘇培盛から求婚されていたこともあり、それを受け入れることで裏から甄嬛の後宮帰還を支える。
甄嬛の後宮帰還からしばらくして、敬妃の密告で培盛との仲が発覚。皇后により慎刑司へと収監され苦役を科されていたが、端妃の口添えで放免となった。甄嬛の出産後、皇帝に培盛との仲を認められ、正式に夫婦となる。その後も甄嬛に仕えている。
浣碧
演 - 藍盈瑩
甄嬛の侍女。後、果郡王側福晋→嫡福晋（没後追贈）
甄嬛の異母妹だが、母が罪人の娘なので公にはされていない。姉妹で待遇が違うことに不満を持っており、そこを曹貴人に付け込まれて甄嬛を裏切る。しかし父が甄嬛に実の妹であることを話していたと知り、同時に皇帝に見染められた場合のリスク、将来の為の配慮等、甄嬛の深い思いやりを聞いてからは、献身的に姉を支える。果郡王に思いを寄せ、皇帝に『側室にしてやろう』ともちかけられるも、『思い人がいる』と辞退した。その後、皇帝の宴席で浣碧が酌をしたタイミングで、果郡王の懐から秘蔵の袋が落ちる。中身は甄嬛の切り絵で、果郡王の恋心が露見する危機となる。その際、自らが果郡王の想う女性だと名乗り出て、果郡王の側福晋の座を得る。
この事件では浣碧は両者を庇ったようにとれるが、袋を落としたのは浣碧の故意の可能性もあり（のちの寧嬪の言葉より）、事実は不明。嫁ぐ際、甄嬛の正式な妹として鈕祜禄玉隠に改名する。果郡王に嫁いでからは、清涼台にある邸を取り仕切る。皇帝の目にとまった異母妹・玉嬈から皇帝の関心をそらすため、郡王邸に仕える侍女（瑛貴人）を皇帝に差し出す。
果郡王の死後、出棺の直前に『私を捨てて逝かないで！』と叫び、号泣しながら柩に頭をぶつけ、後を追うように亡くなった。
流朱
演 - 戦菁一
甄嬛の侍女。
甄嬛に幼い頃から仕える侍女で、入宮時も従う。無邪気で活発な性格で、甄嬛を献身的に支え、姉妹同然の待遇で仕えている。甄嬛が禁足になった際、意識を失った甄嬛に医師を呼ぶため、護衛兵の刀に身を投じて死亡した。
剪秋
演 - 楊凱淳
皇后の侍女。
妃嬪達も一目置く皇后の右腕。忠誠心が強く、情報収集が早い。終盤、甄嬛が流産した件で皇后が謹慎処分を受けた際、『主がこれほどまでの辱めを受けるのは許せない』と、太監の江福海（後述）に鶴頂紅（砒素華）を調達させ、甄嬛とその息子を毒殺しようとする。料理が運ばれる途中で呼び止め毒を盛るという捨て身の毒殺手段に出るが、孟靜嫻が先に毒を口にして死亡したことで失敗。皇帝の前に連行された際には爪に仕込んだ鶴頂紅で自害をはかるも、寧嬪に気付かれて果たせず、慎刑司で針刑などの拷問を受ける。自身は皇后への忠義をつらぬき口を割らなかったものの、彼女が苦しむ様子におびえた江福海が全て白状したので、無駄に痛い思いをした事になる。
宝鵑
演 - 梁芸馨
安陵容の侍女。
安陵容に仕える侍女。彼女が入宮した当時から、献身的に仕えている。
貞嬪と康常在から虐待を受ける安陵容を守り、氷嬉の訓練にも付き添う。安陵容の悪事が露見した際、『使用人のうち、親しいものは死罪』と命じられた事から、死罪になったと思われる。
佩児
演 - 翟蓓蓓
欣貴人の侍女。
元は甄嬛に仕えていたが、後に欣貴人の侍女となる。儲秀宮の主位である祺嬪の虐待に遭い、腕を負傷する。
甄嬛の出家後、共に甄嬛に仕えた後に安陵容の下へ移った菊青（後述）が亡くなった事を明かした。
菊青
演 - 李夢洋
安陵容の侍女。
元は甄嬛に仕えていたが、安陵容の身を案じた甄嬛が彼女に仕えさせた。
甄嬛の出家後、しばらくして亡くなる。凧児が『遺体を確認したら毒殺されていた』と発言していたことから、安陵容の指示で毒殺されたと推測される。
景泰
演 -
祺貴人の侍女。
向かいの宮から水を撒いた欣貴人の宮女に対し、『悔しかったら、陛下を取り戻してみたら？』と侮辱する。
孫竹息
演 - 田淑梅
皇太后の侍女。
長年皇太后に仕える侍女。皇太后が密かに隆科多を訪問するときにも付き添った。
皇帝との仲が冷えたままの恵嬪を案じた皇太后の命で、恵嬪に酒を差し入れた。
甄嬛と第六皇子の毒殺未遂事件の直後、皇帝が皇后を召喚し言い争った末に『冷宮送りにする』と書いている最中、故・皇太后の遺書を養心殿へ持参。『鳥拉那拉氏を廃してはならぬ』という皇太后の遺詔を代読し、『皇太后の遺言を無視してはなりません』と皇帝を諌め、皇太后の後を追わなかったのもこの遺言のためだったと告白した。さらに、純元皇后の遺言にも『妹（皇后）を大切にするように』とあった事から、純元皇后のためにも皇后を許すように諭した。
玢児
演 - 李群
甄嬛の実家で仕えていた侍女。
甄家没落後は祺貴人の実家に買い取られ、祺貴人の使用人の妻となる。
"後宮裁判"では祺貴人に暴力で脅され、甄嬛に不利な証言をさせられるが、強要であったことがわかり、温情がかけられ罪に問われなかった。後に、果郡王の側福晋として嫁ぐ浣碧の侍女となる。
斐雯
演 - 程楠
甄嬛の侍女。
双子の出産後、窓を開け放していたことを咎められ、皇帝に口答えしたために罰を受けた。
不満を見透かした皇后により、剪秋を通じて甄嬛を裏切る様に仕向けられる。
"後宮裁判"では温実初と甄嬛との間に私通があるかのような不利な証言をするが、甄嬛の潔白が証明され、静白と共に死罪となった。
茯苓
演 - 馬千芳
恵貴人の侍女。
円明園で沈眉荘に仕えた侍女。実は曹貴人（または華妃）の手下。
如意
演 - 汪晴
敬貴妃の侍女。
敬貴妃と共に庭を歩いている最中、第三皇子・弘時が瑛貴人に迫っている所を目撃し、貴妃の命で2人の様子を調べ報告。
数年後、雍正帝が病床に臥している最中に、孫答応が侍衛と密通していた事を小允子を通じて貴妃に報告してきた。
芳若
演 - 楊静
掌事宮女→雍正帝付き→皇太后付き
秀女に選ばれた甄嬛と安陵容に宮中作法を教える。元は純元皇后付であり、雍正帝から信頼されている。甄嬛の面影が純元皇后似ていることに気づいており、所々で力を貸す。甄嬛の依頼で三日月眉を描いて皇帝に甄嬛を思い出させた。また円明園では沈眉荘の謹慎中に監視任務役を務め、その際、甄嬛がひそかに面会できるように協力した。 純元皇后礼服事件の後、身重のまま謹慎していた甄嬛に付き添うよう雍正帝から勅命を受けた。  甄嬛が後宮を去ると、元々甄嬛の指導係だったことで雍正帝から遠ざけられ皇太后に仕えるようになる。沈眉荘の陳情を受けた皇太后によって甘露寺の甄嬛の元を訪れ、物資を差し入れ皇太后の保護を示した。 その際も、甄嬛から朧月公主の誕生日に純元皇后の持っていたものと同じ飾りを作って贈るよう依頼され、協力した。
周寧海
演 - 王一鳴
華妃の太監
片足が不自由。華妃の手足となり、彼女の敵となるものを抹殺、傷つけていく。
後に慎刑司で拷問を受け、華妃の行ってきたことのすべてを自供する。
蘇培盛
演 - 李天柱
雍正帝付き首領太監
長年にわたって雍正帝に仕え、ときには皇帝を諌める発言をすることもある。
後に甄嬛の侍女の崔槿汐と通じ、甄嬛の後宮帰還を手助けするが、敬妃の密告により情事が発覚。彼女と共に捕らえられ慎刑司へ送られるが、端妃の口添えで放免となり、再び皇帝の首領太監として仕えることとなった。
甄嬛の出産後、皇帝に崔槿汐との仲を認められ、正式に夫婦となる。
小允子
演 - 羅康
甄嬛の太監
甄嬛に入宮時から仕え、元碎玉軒の碎玉軒首領太監・康禄海が冷遇される甄嬛の下を去った際も残る。
功夫の使い手でもあり、甄嬛を裏で支える。
寧嬪からの知らせを受けて、第六皇子の血液を採取していた夏刈を口封じのため殺害した。
江福海
演 - 劉洋
皇后の太監
長年皇后に仕える太監。後に慎刑司で拷問を受け、これまで皇后が行ってきた悪行の数々を自供する。
小厦子
演 - 李璐兵
皇帝の太監
蘇培盛の弟子。冷宮で自分を侮辱した余答応を弓の糸で処刑する。
夏に、養心殿の外で蝉がうるさく鳴いているため、皇帝が執務に集中できない事から蘇首領太監から『蝉を捕まえてまいれ』と指示を受けた。
第74話では、果郡王の死後、貴妃に皇帝からの聖旨を読み上げる役目を果たした。
小楽子
演 -
第三皇子・弘時の太監
物語後半から登場。
弘時が恋の詩を口ずさんでいるのを見て、相手が瑛貴人とは知らずに『手紙を送ってみては？』と助言した。

### 侍医院
温実初
演 - 張曉龍
侍医
甄嬛を一途に愛し、宮女選びの直前に告白するが、『兄として慕っている』と断られる。全編を通して、献身的に甄嬛を助ける。医者としても優秀で疫病を沈める薬の調剤にも成功しており、侍医院を統括する存在になっていく。
甄嬛が果郡王と結ばれた際の嫉妬心から甄嬛への想いが本物であることに気づき、以後は警戒されるようになる。沈眉荘から好意を向けられ、酒が入った状態で結ばれて子を授かるが、事の重大さに青ざめる。
甄嬛の産んだ双子の父であると主張された際、血液を調べるために用意された水に明礬が含まれている事を確認。さらにその嫌疑を晴らすため自宮し、一命は取り留めたものの、以後一線からは身を引く。
沈眉荘の死後、酒びたりの生活を送るようになり、甄嬛から叱責された。
甄嬛が第4子を懐妊した際に現場に復帰する。
衛臨
演 - 秦一銘
侍医
温実初の弟子。師の自宮後、侍医の長として甄嬛の策略の手助けを行う。
陵容の懐妊で、彼女の宮で焚いている香の成分を調べたところ、媚薬等母体に害を及ぼす成分が含まれている事を突き止めた。
毒殺未遂事件では、毒見した孟靜嫻の吐瀉物を調べ、甄嬛母子の食事に毒が盛られていた事を突き止めた。

### 廷臣・その他
年羹堯
演 - 孫寧
華妃の兄。
戦功により皇帝の信任を得るが、次第に傲慢な態度を取る様になる。やがて周囲から告発され、皇帝の兄弟である敦親王と共に粛清対象となる。
敦親王から送られた密書に書かれていた、皇位を奪うように頼んでいた内容が皇帝の逆鱗に触れ、将軍から門番へと降格させられる。その後自害を命じられ、このことが華妃および年一族没落の発端となる。
隆科多
演 - 張毅
皇帝の嫡母の弟。皇太后の幼馴染であり愛し合っていた。
長年の功臣だったが、やがて粛清の対象になる。その事を知った皇太后は、密かに面会するが、実は数十年前の宮女選びの件で彼女から恨まれていた。
皇太后から差し入れとしてふるまわれた酒に毒を盛られ、毒殺された。
甄遠道
演 - 沈保平
甄嬛の父。
大理寺少卿。娘を宮廷に上げるが、後に瓜爾佳氏の罠により一時失脚する。流刑地で病に倒れ、放免後は都で療養生活を送る。
甄嬛の後宮帰還後に復帰し、娘達と再会。皇帝から典儀の地位を賜る。
瓜爾佳鄂敏
演 - 馬維福
祺貴人の父。
甄嬛の父・遠道と共に、年将軍粛清に携わっていた。後に年氏を称える書物の件で遠道を失脚させ罪人に追い落とすが、"後宮裁判"で娘が冷宮送りとなった後に自身も失脚し、その後投獄され自害した。彼の死後、一族の成年男子は死罪とされ、女子は使用人に落とすなどの過酷な刑に処された。
安比槐
演 -
安陵容の父。
長年、県の次官を務めていたが、現在は府の地府を務めている。元々は香料を扱う商人で、娘の陵容も香を扱う事に長けている。
瓜爾佳氏の失脚と同時期、自身が80万両もの銀子を着服していたことが発覚。皇帝の怒りを買い、罷免・投獄された。
娘の懐妊と昇格で恩赦を賜り、故郷で隠居させてもらえる事になったが、娘が自身の宮に監禁され恩赦を取り消された後、処刑された。
張廷玉
演 - 王彪
皇帝の重臣。
長年にわたり雍正帝の政務を支える重臣。物語終盤の皇位継承問題で、第六皇子の立太子に反対する。
甄嬛が一時廃妃となって甘露寺にいた事を持ち出し、『幼帝の後ろ盾となり、朝廷を我が物にするのは必至でしょう』と訴え、『皇太后の器ではない』と述べた。
夏刈
演 - 孫渤洋
皇帝の密偵
粘竿処・血滴子（けってきし）（皇帝の命で、主に密偵や暗殺を行う機密機関）の一員。
雍正帝の命で果郡王が宛てた手紙を押収。この手紙には甄嬛への言伝が記してあった。

摩格
演 - 李泓瑞
ジュンガル部の新ハーン（国主）。
甄嬛が甘露寺にいた頃、果郡王と共に助けたジュンガル部の男。彼女に興味を抱くが、手当てを受けた後に立ち去った。甄嬛が後宮に戻ってから数年後、新たなハーン（国主）として即位し雍正帝に謁見する。
歓迎の宴席で玉石の輪飾りを贈り、皇帝が『輪を外した者には褒美を与える』と廷臣などに外させるが、誰も外す事が出来ず、機転を利かせた甄嬛が朧月公主に割らせ、気分を害した。
甄嬛が中座してすぐ、甘露寺にいた頃に果郡王と恋仲だった事をほのめかして彼女に接近。宴の後、皇帝に『甄嬛を嫁がせれば兵を引き上げる』と交換条件を提示したことが原因で、甄嬛は皇帝から果郡王との仲を疑われることとなる。

### 甘露寺
静白
演 - 趙千紫
監寺→尼僧に格下げ→死罪
甘露寺に入った甄嬛を虐待する。甄嬛が病に倒れた時には『労咳を患った』と言いがかりをつけて甘露寺を追い出し、凌雲峰の禅庵へと移した。
甄嬛が熹妃として後宮に戻る日、監寺の更迭を言い渡され、盗みを疑った戒めとして板打ち20回の刑を科された。
その後、祺貴人の陰謀に加担し、舌を切り取られた上偽の証言をした罪で死罪となる。
静岸
演 - 海燕
住職
温厚な性格だが気が弱い。甄嬛が出家して寺で暮らすことになり心配りをするが、甄嬛一行を寺から追放する静白たちを阻止する事ができなかった。
甄嬛が熹妃として後宮に戻る日、彼女が書いた写経を下賜された。
莫言
演 - 王麗涵
尼僧→監寺
ぶっきらぼうだが、他の尼僧たちが甄嬛たちに辛くあたる中、唯一彼女へ親身に接していた。
甄嬛が熹妃として後宮に戻る日、静白に代わる監寺に任命される。
静白が祺貴人の陰謀に加担した際、浣碧と小允子たちに請われ、甄嬛側の証人として皇宮へ出向いた。

## スタッフ
- 原作 - 流瀲紫
- 監督 - 鄭暁龍
- 音楽 - 劉歓
- オープニングテーマ「紅顔劫」
  - 作詞 - 崔恕 / 作曲 - 劉歓 / 編曲 - 孟可 / 歌 - 姚貝娜（中国語版）
- エンディングテーマ「鳳凰于飛」
  - 作詞/作曲/歌 - 劉歓

## 日本での放送
第1部 - 諍いの始まり〜第一子懐妊（第1話〜第25話）
第2部 - 攻防〜諍いからの脱出（第26話〜第45話）
第3部 - 決意〜諍いの終結（第46話〜第76話）
第1部から第3部の部分けは、日本独自のものである。
- BSフジ
  - 2013年6月18日 -
  - 2014年1月7日 -
- チャンネル銀河
  - 2015年7月20日 -
- テレビ北海道
  - 2015年10月14日 -